# 子連れ狼 (アーケードゲーム)
『子連れ狼』（こづれおおかみ）は、1987年に日本物産（ニチブツ）が発売したアーケードゲーム。小池一夫・小島剛夕の漫画『子連れ狼』を原作とする。
開発もニチブツが担当し、音楽は『テラクレスタ』の吉田健志が手掛けている。

## 概要
- ジャンルはベルトスクロールアクションゲーム。拝一刀を操作して柳生一族の刺客を倒していく内容である。
- 基本的に拝一刀は大五郎を背負った状態で、刀による突きや斬撃で侍や忍者などを倒していくが、地蔵を斬ると現れるアイテムを取ると乳母車が出現し、仕込まれた銃により一定時間シューティングゲームになる。
- 途中、居合の一騎打ちとなるボーナスステージもあり、またステージの最後にボス戦がある。

## ステージ
- 第一章「刺客街道」 ボス＝"山田流 鬼包丁" 山田朝右衛門
- 第二章「死んで生きよ」 ボス＝"公儀黒鍬衆" 弁天来
- 第三章「六道無辺」 ボス＝"柳生新陰流" 柳生鞘香
- 第四章「寒到来」ボス＝"黒門固メ煙止メ衆 梯子剣" 羽斗玄武
- 第五章「二河白道」[1]ボス＝"水鴎流" 松平正常
- 第六章「胸底の月」ボス＝"万力鎖" 辻撞木
- 第七章「腕」ボス＝"柳生新陰流" 柳生烈堂

## スタッフ
- 制作企画 : 阪本幸彦
- 原作協力 : 小池一夫、小島剛夕
- 脚本 : 志岐勲
- 編集 : 富山修
- 美術 : 筒井久弥、大亀早苗
- 音楽 : 吉田健志